# San Manuel Colohete
San Manuel Colohete é uma cidade hondurenha do departamento de Lempira.